# 女神達への情歌 (報道されないY型の彼方へ)
「女神達への情歌 (報道されないY型の彼方へ)」（めがみたちへのじょうか ほうどうされないワイケイのかなたへ）は、サザンオールスターズの楽曲。自身の25作目のシングルとして、タイシタレーベルから8cmCD・7インチレコード・カセットテープで1989年4月12日に発売された。
1998年2月11日にも8cmCDとして、2005年6月25日には12cmCDで再発売されている。また、2014年12月17日からはダウンロード配信、2019年12月20日からはストリーミング配信が開始されている。

## 背景・チャート成績
前作「みんなのうた」から約10か月ぶりのリリース。本作はサザンオールスターズの中で唯一のCDシングルとビデオシングルが同時発売の作品である。また、サザンのシングルとしては元号が「平成」に改元されて最初のリリースとなる。
本作の累計売上は表題曲の歌詞が過激なことも影響しており、11.3万枚（オリコン調べ）を記録している。

## 収録曲
- 収録時間：8:41

1. 女神達への情歌 (報道されないY型の彼方へ) (4:56)
（作詞・作曲：桑田佳祐 / 英語補作詞：Tommy Snyder / 編曲：サザンオールスターズ & 門倉聡）
フジテレビ系バラエティ番組『夢で逢えたら』オープニングソング。
歌詞の内容はアダルトビデオを鑑賞し妄想に耽る（ふける）男性を描いたもので、歌詞には「AV girl」という言葉が登場する[5]。歌詞に出てくる「Videofy」は桑田による造語である。
この曲の制作にあたり、桑田はデモ・テープを意識的に自宅で制作し、初めてスタジオに持って行ったという。スタジオでの本番のレコーディングでもイメージを損なわずメンバー全員で彩色し、完成まで持って行くことができたとされる[6]。1992年に桑田は「僕が思うサザンのベスト5に入るナンバーですよ」とコメントしている[6]。
ミュージック・ビデオにはAV女優の松本まりなが出演している[5][7]。
2. Oh! クラウディア (Live in YOKOHAMA STADIUM) (3:45)
（作詞・作曲：桑田佳祐 / 編曲：サザンオールスターズ）
1982年発売のアルバム『NUDE MAN』収録曲。1988年に行われたコンサートツアー『真夏の夜の夢 1988大復活祭』の最終公演である横浜スタジアムでのライブ音源である。桑田が歌詞の一部を間違えて歌ったため、歌詞カードも間違いに合わせて記載されている。

## 収録アルバム
| 曲名                                        | 作品名                          | 備考                             |
| ------------------------------------------- | ------------------------------- | -------------------------------- |
| 女神達への情歌 (報道されないY型の彼方へ)    | Southern All Stars              |                                  |
| 女神達への情歌 (報道されないY型の彼方へ)    | HAPPY!                          | 数量限定販売のため、現在は廃盤。 |
| 女神達への情歌 (報道されないY型の彼方へ)    | バラッド3 〜the album of LOVE〜 |                                  |
| Oh! クラウディア (Live in YOKOHAMA STADIUM) | アルバム未収録                  |                                  |

## ミュージック・ビデオ収録作品
| 曲名                                        | 作品名                                      | 備考                       |
| ------------------------------------------- | ------------------------------------------- | -------------------------- |
| 女神達への情歌 (報道されないY型の彼方へ)    | 女神達への情歌 (報道されないY型の彼方へ)    | 現在は廃盤。               |
| 女神達への情歌 (報道されないY型の彼方へ)    | SPACE MOSA 〜SPACE MUSEUM OF SOUTHERN ART〜 | 一部のみ収録。現在は廃盤。 |
| Oh! クラウディア (Live in YOKOHAMA STADIUM) | 未収録                                      |                            |

## ライブ映像作品
| 曲名                                        | 作品名                                                                                            | 備考         |
| ------------------------------------------- | ------------------------------------------------------------------------------------------------- | ------------ |
| 女神達への情歌 (報道されないY型の彼方へ)    | LIVE TOUR 2019 “キミは見てくれが悪いんだから、アホ丸出しでマイクを握ってろ!!” だと!? ふざけるな!! |              |
| Oh! クラウディア (Live in YOKOHAMA STADIUM) | 女神達への情歌 (報道されないY型の彼方へ)                                                          | 現在は廃盤。 |

## 参加ミュージシャン
- 桑田佳祐:Vocal(#1,2)
- 大森隆志:Guitar, Chorus(#1,2)
- 原由子:Keyboards, Chorus(#1,2)
- 関口和之:Bass, Chorus(#1,2)
- 松田弘:Drums, Chorus(#1,2)
- 野沢秀行:Percussion, Chorus(#1,2)

- 女神達への情歌 (報道されないY型の彼方へ)
  - 門倉聡:Keyboards
  - 菅原弘明:Computer Operation
- Oh! クラウディア (Live in YOKOHAMA STADIUM)
  - 矢代恒彦:Keyboards
  - 包国充:Sax

## 映像作品
1989年4月12日発売。LD盤のみ発売元はパイオニアLDCとなる。

### 背景（映像作品）
シングルのミュージック・ビデオを収録した作品を発売するのは「匂艶 THE NIGHT CLUB」以来である。上記のビデオシングルとして、同時発売。VHS・VHD・20cmLD（LDシングル）で発売。現在もDVD化されていない作品である。ジャケットもCDシングルと大方同じ。CDシングルの収録曲に加え、前年のシングル「みんなのうた」も収録している。
なお、自身の映像作品でオリコンチャート1位を獲得するのは初である。

### 収録曲（映像作品）
1. 女神達への情歌 (報道されないY型の彼方へ)
2. Oh! クラウディア (Live in YOKOHAMA STADIUM)
3. みんなのうた